# Gheorghe Gârleanu
Gheorghe Gârleanu ( 1897 - ?) a fost un general român care a luptat în cel de-al Doilea Război Mondial.
După instalarea guvernului Petru Groza generalul de escadră aviator Gheorghe Gârleanu a fost trecut din oficiu în poziția de rezervă, alături de alți generali, prin decretul nr. 860 din 24 martie 1945, invocându-se legea nr. 166, adoptată prin decretul nr. 768 din 19 martie 1945, pentru „trecerea din oficiu în rezervă a personalului activ al armatei care prisosește peste nevoile de încadrare”. În 1949, Gheorghe Gârlea a fost arestat și condamnat la 5 ani de închisoare.